# Terminator 2 – Tag der Abrechnung

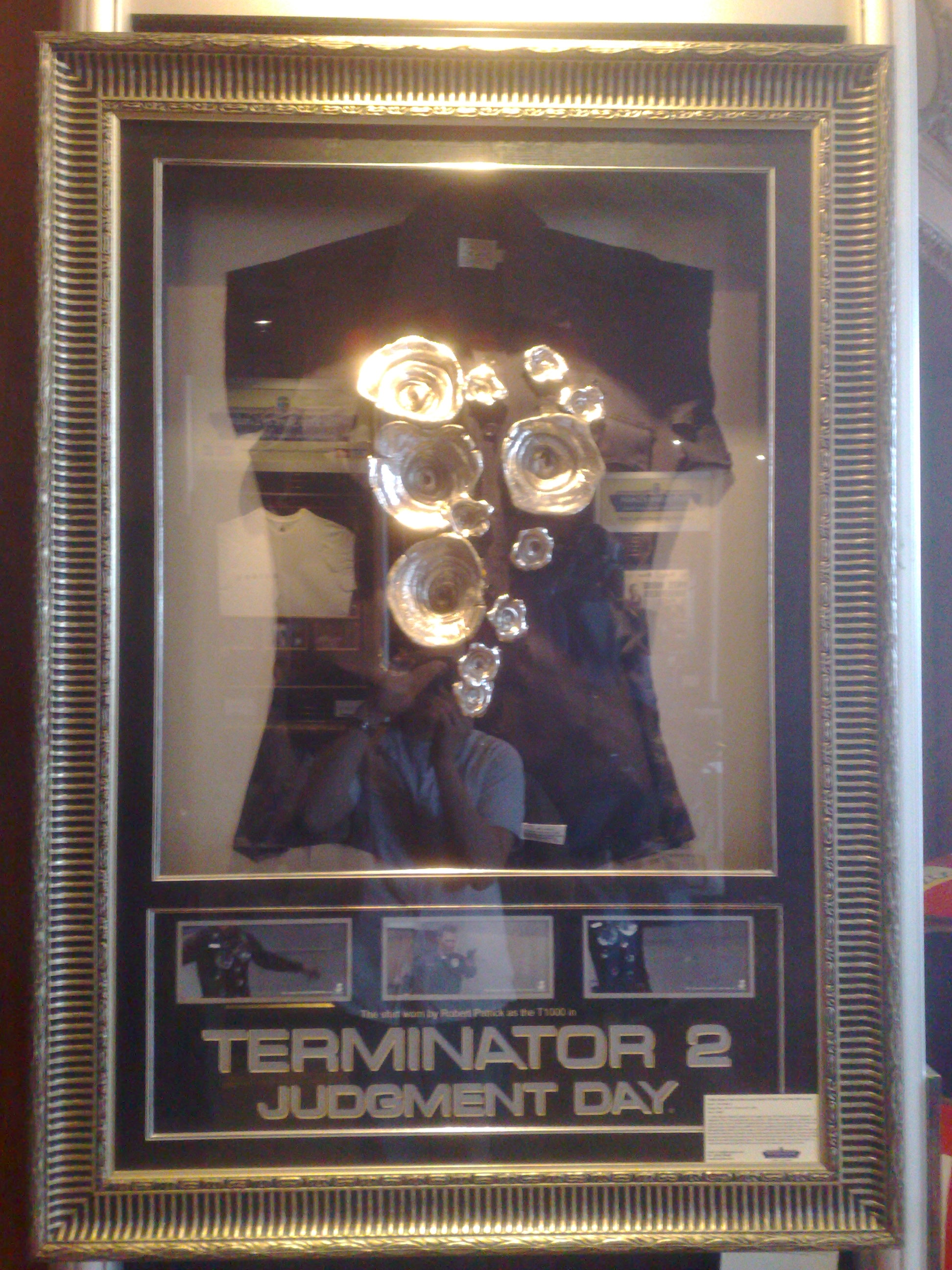
Das Hemd des T-1000 mit Einschusslöchern im London Film Museum

Terminator 2 – Tag der Abrechnung (englischer Originaltitel: Terminator 2: Judgment Day) ist ein US-amerikanischer Science-Fiction-Film von James Cameron aus dem Jahr 1991 und die Fortsetzung des Films Terminator aus dem Jahr 1984.
Terminator 2, auch einfach als T2 bekannt, war der erste Film, dessen Produktion über 90 Millionen US-Dollar kostete. Er spielte weltweit etwa 520 Millionen US-Dollar ein.

## Handlung
In der Zukunft (im Jahr 2029) herrscht Krieg zwischen dem menschlichen Widerstand und der künstlichen Intelligenz Skynet, welche eine Armee von Maschinen befehligt. Skynet hat einen neuartigen Terminator vom Typ T-1000 durch die Zeit ins Jahr 1994 zurückgeschickt, um den zehnjährigen John Connor zu töten, den zukünftigen Anführer der Menschheit. Der T-1000 besteht aus flüssigem Metall und kann deshalb Form und Aussehen beinahe beliebig verändern sowie in die kleinsten Löcher schlüpfen. Der Widerstandsbewegung der Zukunft gelingt es, einen Terminator des Typs T-800 (bekannt aus dem ersten Terminator-Film) umzuprogrammieren und durch die Zeit zurückzuschicken, um John und seine Mutter Sarah Connor zu beschützen. Der T-800 besteht aus einem mit organischem Gewebe überzogenen metallischen Endoskelett und hat das Erscheinungsbild eines Menschen. Trotz seiner übermenschlichen Widerstandskraft und Stärke ist er dem T-1000 doch deutlich unterlegen.
Der T-800 kommt nackt in der Gegenwart an und begibt sich zunächst in eine von Motorradrockern frequentierte Bar. Nach einer körperlichen Auseinandersetzung mit einigen Gästen eignet er sich Kleidung, Waffen und ein Motorrad an. Der T-1000 dagegen tötet nach seiner Ankunft einen Polizisten und bemächtigt sich seiner Pistole und des Polizeiautos. Mit Hilfe des Polizeicomputers erfährt der T-1000 die Adresse von Johns Pflegeeltern.
Der T-1000 spürt John in einem Einkaufszentrum in Los Angeles auf. Aber der T-800 erscheint und verschafft dem Opfer einen Vorsprung, indem er den T-1000 durch einen Zweikampf aufhält. Der T-1000 setzt sich allerdings durch und heftet sich mit einem schweren Lastkraftwagen dem Jungen, der auf seinem Kleinkraftrad flüchtet, an die Fersen. Bei der anschließenden Verfolgungsjagd durch die Stadt kann der T-800 John retten und den T-1000 für kurze Zeit außer Gefecht setzen.
Der T-800 klärt John darüber auf, wer er selbst und was der T-1000 ist und welche Rolle der Junge als Erwachsener eines Tages spielen wird. Durch einen Anruf bei Johns Pflegeeltern finden er und John heraus, dass diese bereits tot sind. Da es zu den Missionsparametern des T-800 gehört, Johns Befehlen zu gehorchen, fügt er sich dessen Anweisung, keinen Menschen mehr umzubringen, sondern schießt seinen Gegnern nun in die Knie.
Der Terminator begibt sich auf Verlangen des Jungen mit diesem in die Nervenheilanstalt Pescadero State Hospital, um Johns Mutter, Sarah, zu befreien, die dort seit einigen Jahren festgehalten wird. Sarah hat versucht, eine Computerfabrik, in der Skynet entwickelt wurde, in die Luft zu sprengen und wird für verrückt gehalten, da die Ereignisse des ersten Terminator-Films Bestandteil ihres Weltbildes sind. Der T-800 trifft auf Sarah, als sie gerade zum wiederholten Male einen Fluchtversuch unternimmt. Sarah erstarrt zunächst, als sie unerwartet dem Terminator, der exakt wie das sie einst bedrohende Terminator-Modell aussieht, begegnet, doch John kann sie über die Mission des T-800 aufklären.
In diesem Moment erscheint der T-1000 ebenfalls in der Klinik und greift Sarah, John und den T-800 an, welche sich in einen Fahrstuhl flüchten können. Sie bemächtigen sich eines Polizeiautos und schaffen es, den T-1000 abzuhängen. Auf einer abgelegenen Tankstelle behandeln sie Sarahs Wunden und die Schäden am T-800.
Als Sarah sich bei dem T-800 nach den Einzelheiten des kommenden Konflikts zwischen den Menschen und den Maschinen erkundigt, erklärt der Terminator ihr, wie und wann das Computerprogramm Skynet ein eigenes Bewusstsein entwickeln werde, dass ein gewisser Miles Bennet Dyson, Leiter der Abteilung für besondere Projekte bei der Cyberdyne Systems Corporation, die Verantwortung für das Projekt trage und dass Cyberdyne während des kommenden Krieges der größte Lieferant militärischer Computersysteme sein werde.
Das Trio rüstet sich daraufhin bei Enrique, einem in Mexiko lebenden, langjährigen Freund Sarahs, aus, um Cyberdyne zu zerstören. Sarah, die einschläft, während John und der T-800 die Waffen auswählen, wird durch das erschreckende Traumbild einer über Los Angeles detonierenden Atombombe dazu veranlasst, alleine loszufahren, um den Skynet-Konstrukteur Dyson umzubringen. John will das jedoch verhindern und folgt ihr zusammen mit dem T-800. Der Terminator deutet die Möglichkeit an, durch die Ermordung Dysons den Krieg abzuwenden, prallt damit bei John aber ab, der darauf pocht, dass das zu nichts führe und ein Mensch auch unter solchen Umständen nicht getötet werden dürfe.
Sarah erreicht als erste Dysons Haus und versucht, ihn aus dem Hinterhalt zu erschießen. Durch einen Zufall gelingt es ihr aber lediglich, ihn leicht zu verletzen. Als Sarah versucht, Dyson in der Gegenwart seiner Frau und seines Sohnes zu ermorden, bricht sie verzweifelt zusammen. John und der T-800 treffen darauf ein, verarzten Dyson und beruhigen dessen Familie. Dyson erfährt, welche Rolle er und Cyberdyne für die Zukunft spielen und dass sie für den Tod von mehr als drei Milliarden Menschen verantwortlich sein werden.
Wie sich auch herausstellt, beruht der wesentliche Inhalt von Dysons Arbeit auf den Überresten des ersten T-800. Dyson entschließt sich zunächst, seine Forschungen abzubrechen und bei seinem Arbeitgeber zu kündigen, sieht aber schließlich ein, mit seinen Besuchern die Firma Cyberdyne zusammen mit seinen Arbeitsergebnissen vollständig zerstören zu müssen, damit nicht ein anderer sein Werk zurückverfolgen und fortsetzen könne.
Nachdem der Arm und der Hauptprozessor des ersten Terminators aus dem Tresor von Cyberdyne geborgen sind, setzt der T-800 die in das Gebäude vordringenden Polizisten und deren draußen wartende Kollegen außer Gefecht, ohne einen von ihnen zu töten. Dyson wird jedoch von den Polizisten schwer getroffen und sprengt sich zusammen mit dem Material seiner Arbeit in die Luft.
Der T-1000 verfolgt Sarah, John und den T-800, die in einem gestohlenen Einsatzwagen fliehen, mit einem Polizeihubschrauber und einem Tankwagen bis in ein Stahlwerk. Aus dem umgekippten Tankwagen fließt Flüssigstickstoff. Er lässt den T-1000 gefrieren und unter einem Schuss des T-800 zerbrechen (mit dessen berühmt gewordenem Ausspruch „Hasta la vista, baby!“). Doch die Bruchstücke des T-1000 schmelzen wieder aufgrund der Hitze der Stahlschmelze, und er fließt wieder zu einem Ganzen zusammen. Der T-1000 geht auf den T-800 los, der dabei schwer beschädigt wird, sich aber mit der Hilfe einer Ersatzstromquelle neu starten kann. Der Angreifer versucht, sich John in der Gestalt von dessen Mutter zu nähern, doch die echte Sarah taucht auf und verhindert dies. Als der T-800 mit der letzten Granate aus seinem M79-Granatwerfer den T-1000 trifft, kippt dieser nach hinten in eine Stahlschmelze und wird so endgültig zerstört.
Auf Anweisung des T-800 werden die Überreste des ursprünglichen Terminators ebenfalls in die Schmelze geworfen, um Technik und Programmierung zu vernichten, die zur Erschaffung von Skynet führen würde. Der T-800 erkennt jedoch, dass auch sein eigener Körper und sein eigener Chip eine Gefahr für die Menschheit darstellen und daher auch er selbst zerstört werden muss. Zum ersten Mal gegen den Willen Johns handelnd, verabschiedet er sich von diesem und von dessen Mutter, die ihn an einer Kette in die Schmelze hinablassen, da er sich nicht selbst terminieren kann.
In der letzten Szene des Films fährt die Kamera einen dunklen Highway bei Nacht entlang. Zu hören ist ein von Sarah Connor gesprochener Epilog:

„Die unbekannte Zukunft rollt auf uns zu. Und zum ersten Mal sehe ich ihr mit einem Gefühl der Hoffnung entgegen. Denn wenn eine Maschine, ein Terminator, den Wert des Lebens schätzen lernen kann, dann können wir es vielleicht auch.“

## Chronologische Einordnung
Der genaue Zeitraum, in dem die Ereignisse von Terminator 2 stattfinden, wird im Film nicht explizit genannt. Es gibt mehrere Szenen, die als Hinweis dienen können, aber einander widersprechen. So erklärt der Terminator in einer Szene, dass Cyberdyne Systems drei Jahre später der größte Lieferant militärischer Computersysteme sein wird. Zusammen mit der Information, dass der Tag des Weltendes am 29. August 1997 stattfinden wird, kann die Filmhandlung nur 1994 (oder früher) spielen.
Dem widerspricht jedoch eine andere Szene, in der der T-1000 mittels eines Polizeicomputers die Adresse von John Connor ermittelt. Auf dem Computerbildschirm erscheinen dabei auch Alter und exaktes Geburtsdatum des Gesuchten. So ist er zum Zeitpunkt des Films zehn Jahre alt und wurde am 28. Februar 1985 geboren, wodurch der Film nur zwischen dem 28. Februar 1995 und dem 27. Februar im Jahre 1996 spielen kann.
Bei ihrem ersten Gespräch erzählt der aus dem Jahr 2029 zurückgeschickte T-800 John Connor, dieser habe ihn 35 Jahre in der Zukunft umprogrammiert und auf seine Mission geschickt. Somit spielt der Film im Jahr 1994.
Sarah wird von Dr. Silberman als 29-jährige Patientin bezeichnet, laut Drehbuch soll sie im ersten Terminator-Film, welcher 1984 spielt, 19 Jahre alt sein. Folglich müsste Terminator 2 1994 oder 1995 spielen. Im dritten Teil der Serie erzählt John jedoch, dass er 13 war, als der T-1000 ihn umbringen sollte – dies würde für 1997 als Zeitraum für Terminator 2 sprechen.
Ein weiteres Indiz für 1997 findet sich in der Serie Terminator: The Sarah Connor Chronicles. In Episode sieben (Die Hand Gottes) der ersten Staffel entwendet Sarah Connor dem FBI-Agenten Ellison eine Videokassette. Auf dieser befindet sich eine Aufnahme, die am 8. Juni 1997 in der Heilanstalt aufgezeichnet wurde. In einem späteren Gespräch mit John erklärt Sarah: „June 8th, 1997 … It's the day I broke out of there. The day you came for me, I was coming for you.“
Im Buch Terminator 2 ist nachzulesen, dass die Entsendung des T-1000 die finale Handlung von Skynet ist, weil die Rebellen in die Zentrale von Skynet eindringen (Kampfszenen zu Beginn des Filmes) und kurz vor dessen Abschaltung sind. Vom T-1000 gibt es nur ein Exemplar, und er hätte laut Berechnungen die Macht, die Zukunft entscheidend für sich selbst zu beeinflussen, eventuell auch entgegen den Interessen seines Erbauers. Skynet nahm deswegen diese Option nur als allerletzte Möglichkeit in Anspruch.

## Veröffentlichung
Terminator 2 – Tag der Abrechnung kam am 24. Oktober 1991 in die deutschen Kinos. Am 29. August 2017 war der Film unter anderem in Österreich und Deutschland in einer 3D-Überarbeitung zu sehen. Im Rahmen der Aktion „Best of Cinema“ wurde der Film am 4. April 2023 in zahlreichen deutschen Kinos in überarbeiteter Version erneut gezeigt.

## Verschiedene Versionen
Im Laufe der Zeit wurden von Terminator 2 – Tag der Abrechnung unterschiedliche Versionen auf verschiedensten Medien veröffentlicht. Neben der Kinofassung erschien bereits 1995 eine sogenannte Special Edition auf Laserdisc. Die Fassung ist in Deutschland teilweise auch als Director’s Cut bekannt und erschien hierzulande ab 2001 auf DVD sowie später auf HD DVD und Blu-ray. Der Film wird mit dieser Edition um zahlreiche Details erweitert, die vor allem tiefere Einblicke in die Beweggründe der Protagonisten vermitteln. Für Fernsehausstrahlungen wird hierzulande, seit Erscheinen der Special Edition auf DVD, fast nur noch diese Fassung verwendet. Ältere Ausstrahlungen zeigten hingegen stets nur die Kinofassung.
Im Jahr 2009 erschien exklusiv auf Blu-ray der Ultimate Cut, welcher zwei zusätzliche geschnittene Szenen beinhaltet und damit ein alternatives Ende bietet, was einem Happy End gleicht und sämtliche Fortsetzungen egalisiert. Trotz dieses alternativen Endes im Drehbuch, das auch im Roman zum Film vorhanden war, entschied sich James Cameron damals, die Szene herauszuschneiden, weil sie den Film zu positiv abschließen lässt. Cameron bevorzugte stattdessen das ungewisse Ende mit Blick auf den düsteren Highway Richtung Zukunft.
Der Ultimate Cut ist als Easteregg versteckt und muss über die Zahlenfolge 82997 mit Hilfe der Fernbedienung freigeschaltet werden.

## Kritiken
„Eine mit höchstem tricktechnischem Aufwand inszenierte Gewalt- und Überlebensgeschichte, die ihre brutalen Aktionen mit dem überraschenden Postulat einer menschenwürdigeren Welt durchsetzt. Eine interessante Variante der martialischen Tötungs- und Vernichtungsfilme, deren möglicherweise beabsichtigte kathartische Wirkung jedoch zweifelhaft ist.“

„Ein Klassiker – und noch heute ein Knaller: Sci-Fi-Action von James Cameron. Fazit: Genre-Juwel mit Witz und Schmackes.“

“The single most powerful image of nuclear devastation in American popular cinema.”

„Das mächtigste Bild nuklearer Zerstörung im populären amerikanischen Kino.“

„Terminator 2 ist die Hälfte eines hervorragenden Films, und zwar die falsche.“

## Auszeichnungen (Auswahl)
Der aufwendige Film wurde für zahlreiche Auszeichnungen, vor allem in technischen Bereichen, nominiert, darunter für sechs Oscars, von denen er vier gewann.
Oscarverleihung 1992
- Bester Tonschnitt: Gary Rydstrom, Gloria S. Borders
- Beste Tonmischung: Tom Johnson, Gary Rydstrom, Gary Summers, Lee Orloff
- Bestes Make-Up: Stan Winston, Jeff Dawn
- Beste visuelle Effekte: Dennis Muren, Stan Winston, Gene Warren Jr., Robert Skotak
- weitere Nominierungen:
  - Bester Schnitt: Conrad Buff IV, Mark Goldblatt, Richard A. Harris
  - Beste Kamera: Adam Greenberg

BAFTA Awards 1992
- Bester Ton: Lee Orloff, Tom Johnson, Gary Rydstrom, Gary Summers
- Beste visuelle Effekte: Stan Winston, Dennis Muren, Gene Warren Jr., Robert Skotak
- weitere Nominierung:
  - Bestes Szenenbild: Joseph C. Nemec

Saturn Awards 1992
- Bester Science-Fiction-Film
- Beste Regie: James Cameron
- Beste Hauptdarstellerin: Linda Hamilton
- Bester Nachwuchsdarsteller: Edward Furlong
- Beste Spezialeffekte: Stan Winston
- weitere Nominierungen:
  - Bestes Drehbuch: James Cameron und William Wisher Jr.
  - Bester Hauptdarsteller: Arnold Schwarzenegger
  - Bester Nebendarsteller: Robert Patrick
  - Bestes Make-Up: Stan Winston und Jeff Dawn

MTV Movie Awards 1992
- Bester Film
- Bester Schauspieler: Arnold Schwarzenegger
- Beste Schauspielerin: Linda Hamilton
- Begehrteste Schauspielerin: Linda Hamilton
- Bester Newcomer: Edward Furlong
- Beste Action-Sequenz
- weitere Nominierungen:
  - Bester Bösewicht: Robert Patrick
  - Bester Filmsong: „You Could Be Mine“ von Guns N’ Roses

James Cameron erhielt für das Drehbuch den Bradbury Award 1992 der Science Fiction and Fantasy Writers of America.
2023 erfolgte die Aufnahme in das National Film Registry.

## Musik
Der Soundtrack wurde von Brad Fiedel komponiert und produziert, der schon Teil 1 vertonte. Ausführender Produzent war Robert Townson, die Abmischung nahmen Brad Fiedel und Ross Levinson vor. Die rein instrumentale CD mit einer Spielzeit von knapp 54 Minuten erschien 1991 bei Varése Sarabande (Transfer Supervision von Tom Null), in Deutschland über Colosseum Schallplatten. Ein Rezensent urteilt, der Soundtrack sei „gefühllos und brutal“ (emotionless and brutal).
Neben dem Soundtrack sind noch folgende Stücke zu hören:
- Guns N’ Roses – You Could Be Mine
- George Thorogood & The Destroyers – Bad to the Bone
- Dwight Yoakam – Guitars, Cadillacs

## Verschiedenes
- Für die (insgesamt nur wenige Minuten dauernden) digitalen Effekte war Industrial Light & Magic verantwortlich.
- 1996 drehte James Cameron zusammen mit John Bruno für die Universal Studios einen Kurzfilm für die Attraktion T2 3-D: Battle Across Time. Diese basiert auf den Terminator-Filmen und täuscht dem Besucher vor, er befände sich bei einer Vorführung der Entwicklungsfirma Cyberdyne. Geschehnisse auf der Leinwand, die mit den Originaldarstellern Schwarzenegger, Hamilton, Patrick und Furlong gedreht wurden, wechseln sich scheinbar nahtlos mit Ereignissen um den und im Zuschauerraum ab. Der Film war James Camerons erste Auseinandersetzung mit der 3D-Technik.
- Infolge des Spielfilms wurden Anfang der 1990er-Jahre mehrere „Terminator-2“-Videospiele für viele verschiedene Spielkonsolen und die Spielhalle veröffentlicht.
- Für den PC ist zudem das Schachspiel „Chess Wars“ (DOS) erschienen und ein T2-Entertainment-Kit (Windows) mit Bildschirmschonern von animierten Terminatoren, Hintergrundbildern, Soundeffekten und kurzen Videoclips.
- Von Williams gibt es einen T2-Flipperautomaten, welcher zu den beliebtesten Flippern überhaupt zählt.

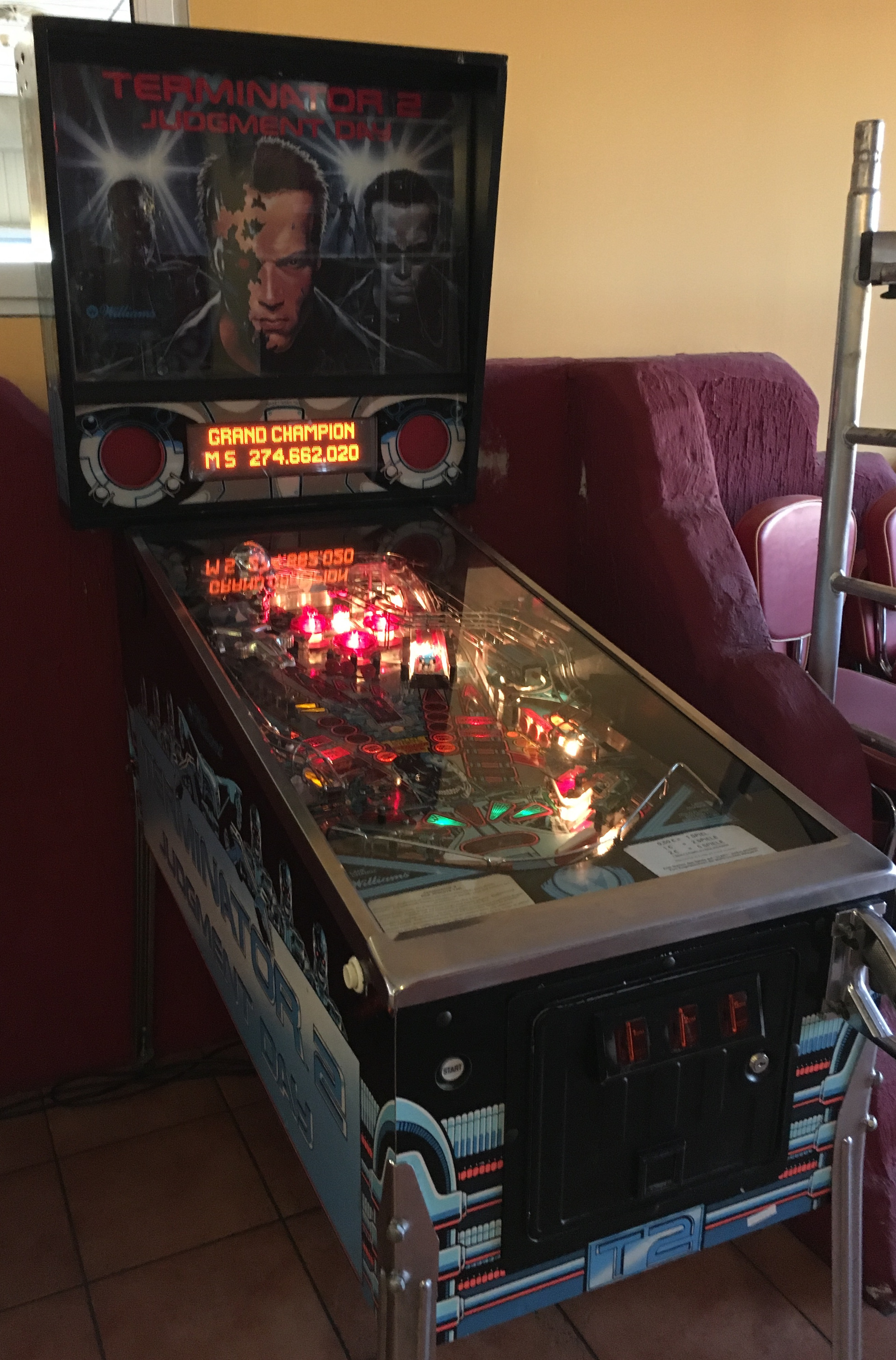
Terminator 2: Judgment Day Flipperautomat

- Von John Connor wird ein Atari Portfolio zur Manipulation von Geldausgabeautomaten oder Sicherheitszugängen benutzt. Im Film sind sämtliche Produktmerkmale und Typenschilder zu erkennen (Produktplatzierung).
- 1992 hatte Robert Patrick einen Cameo-Auftritt als T-1000 in der Komödie Wayne’s World, ebenso 1993 in Last Action Hero.
- Der Tanklaster trägt den Namen „Benthic Petroleum“, der gleiche Name der Öl-Gesellschaft bei Twister (Tanklaster) und The Abyss (Betreiber des Versorgungsschiffs und der unterseeischen Bohrstation).
- Der Name des Rastplatzes, auf den der Terminator, John und Sarah Connor fahren, ist Cactus Jack. So hieß bereits die Western-Komödie Kaktus Jack von 1979, in der Schwarzenegger die Rolle des „Schönchen Fremder“ übernahm.[13]
- In der Trickserie Die Simpsons wird der Film häufig parodiert, so z. B. in der Episode Homie und Neddie (Staffel 5; OT: Homer Loves Flanders) die Szene, in der sich der Terminator T-1000 mit seinen Armen als metallische Haken am Heck eines Autos festhält; Homer Simpson verwendet stattdessen zwei Golfschläger.[14]
- In der Folge Schlaues Metall der Fernsehserie Akte X (Staffel 8, Folge 9) spielt Hauptdarsteller Robert Patrick auf den T-1000 im Film an.
- Linda Hamiltons Zwillingsschwester Leslie Hamilton Gearren taucht in zwei Szenen auf: Einmal als Spiegelbild Sarahs (nur im Director’s Cut) und einmal als T-1000, der Sarah Connor kopiert.[15]
- Auch in einer Szene in der Psychiatrie, als der T-1000 einen Polizeiwachmann kopiert, kommen anstatt visueller Spezialeffekte Zwillinge zum Einsatz, Don und Dan Stanton.[15]
- Im Dezember 2015 wurde bekannt, dass eine Wiederaufführung des Films in 3D geplant ist. Die 3D-Konvertierung übernahm das kalifornische Unternehmen StereoD. Die neue Fassung wurde auf der Berlinale 2017 uraufgeführt und am 29. August 2017, genau 20 Jahre nach dem „Judgment Day“, in den Kinos gezeigt.
- Auf der Internetseite www.dieseher.de wird Terminator 2 als der Film mit den meisten Fehlern in der Kinogeschichte bezeichnet. Die Fehlerzahl wird dabei mit 137 angegeben.[16]
- In dem Fantasy-Film Casper von 1995 verwendet der freundliche Geist Casper, verwandelt als Super-Casper, das Zitat „Hasta La Vista, Baby!“ Im Actionfilm Bad Boys – Harte Jungs, der ebenfalls 1995 erschien, zitiert Schauspieler Martin Lawrence in seiner Rolle als ermittelnder Polizist diesen Satz ebenfalls mehrmals. Ferner sagt der Serienmörder Patrick Bateman diesen Filmgeschichte gewordenen Spruch auf für eine Anrufbeantworter-Nachricht in dem Psychothriller American Psycho aus dem Jahre 2000.
- Ursprünglich sollte Billy Idol die Rolle des T-1000 spielen. Aufgrund einer nicht ausreichend abgeheilten Verletzung wurde dieses Vorhaben aber verworfen:

„Ich war noch nicht ganz wiederhergestellt, als mich James Cameron zu einem Vorsprechen für die Rolle des T-1000 in der Fortsetzung von Terminator bat. […] In Terminator 2 gab es ein paar Szenen, in denen sich der T-1000 eine Verfolgungsjagd mit Arnold Schwarzenegger liefern sollte, und ich humpelte immer noch relativ stark. James überlegte zwar, die Szenen am Computer zu erstellen oder mit einem Double zu arbeiten, aber man bemerkte mein Humpeln bereits, wenn ich nur schnell ging. Bald wurde mir klar, dass er auf einen anderen Schauspieler zurückgreifen würde. James entschied sich für den damals noch relativ unbekannten Robert Patrick, der dem T-1000 eine eiskalte, gefühllose Fassade gab. Im Nachhinein muss ich
zugeben, dass meine schauspielerischen Fähigkeiten dazu wohl nicht gereicht hätten.“

- Die Außenszenen der Schießerei vor dem Cyberdyne-Gebäude wurden nahezu unverändert im Film Critical Mass – Wettlauf mit der Zeit verwendet.
- In Anlehnung an die Figur in Terminator 2 werden in der Horrorkomödie Zombieland: Doppelt hält besser von 2019 besonders robuste und widerstandsfähige Zombies als T-800 bezeichnet. Außerdem zitieren die Schauspieler in der Horrorkomödie mehrmals den Satz „Hasta la Vista, Baby!“

## Synchronisation
Die Synchronarbeiten übernahm die FFS Film- & Fernseh-Synchron nach einem Dialogbuch und der Dialogregie von Ronald Nitschke, der auch eine Sprechrolle im Film hat.
| Rolle                              | Schauspieler          | Synchronsprecher                                 |
| ---------------------------------- | --------------------- | ------------------------------------------------ |
| Terminator T-800                   | Arnold Schwarzenegger | Thomas Danneberg                                 |
| Sarah Connor                       | Linda Hamilton        | Joseline Gassen                                  |
| John Connor                        | Edward Furlong        | Marius Clarén, Ricardo Richter (neue Szenen)     |
| Terminator T-1000                  | Robert Patrick        | Ronald Nitschke                                  |
| Dr. Peter Silberman                | Earl Boen             | Jürgen Thormann                                  |
| Dr. Miles Bennet Dyson             | Joe Morton            | Hubertus Bengsch                                 |
| Tarissa Dyson                      | S. Epatha Merkerson   | Heike Schroetter                                 |
| Enrique Salceda                    | Cástulo Guerra        | Miguel Levin                                     |
| Tim                                | Danny Cooksey         | Sebastian Schulz                                 |
| Janelle Voight                     | Jenette Goldstein     | Anke Reitzenstein                                |
| Todd Voight                        | Xander Berkeley       | Michael Christian                                |
| Douglas                            | Ken Gibbel            | Gerald Paradies, Frank-Otto Schenk (neue Szenen) |
| Kyle Reese (nur im Director’s Cut) | Michael Biehn         | Joachim Tennstedt                                |

## Adaption
Der ConPart Verlag brachte im Jahr 1991 die Comic-Adaption des Films im deutschsprachigen Raum als Marvel Universe Film-Comic-Sonderheft heraus. Die im US-Original bei Marvel Comics erschienene, dreiteilige Geschichte wurde von Gregory Wright geschrieben und von Klaus Janson gezeichnet.

## Fortsetzungen
2003 wurde die Filmreihe mit Terminator 3 – Rebellion der Maschinen fortgesetzt. Im Juni 2009 erschien mit Terminator: Die Erlösung der vierte Teil in den Kinos. Am 9. Juli 2015 erschien der fünfte Teil Terminator: Genisys in den deutschen Kinos. Am 24. Oktober 2019 kam mit Terminator: Dark Fate ein sechster Film in die deutschen Kinos. Dieser schließt inhaltlich nur an Terminator 2 an und ignoriert alle anderen Filme.